# Alvin Ward Gouldner
Alvin Ward Gouldner (ur. 1920, zm. 1980) – amerykański socjolog, przedstawiciel socjologii krytycznej. Autor wielu książek, które przyczyniły się do ukształtowania socjologii krytycznej w Stanach Zjednoczonych. Profesor uniwersytetów w Saint Louis i w Amsterdamie. Założyciel pisma Theory and Society. Gouldner pisał między innymi o kryzysie współczesnej socjologii.

## Poglądy
Gouldner krytykował wyrażony przez Maxa Webera postulat socjologii wolnej od wartościowania. Jego zdaniem badacz społeczny zawsze posiada jakieś przekonania i system wartości, które wnosi do swojej pracy badawczej, więc zachowanie pełnego obiektywizmu jest niemożliwe. Zamiast tego powinien on otwarcie opowiedzieć się po stronie określonych wartości.
Gouldner krytykował także Talcotta Parsonsa i funkcjonalizm, w których widział uosobienie tego wszystkiego, co w socjologii jest złe.
Postulował stworzenie socjologii refleksyjnej, czyli takiej socjologii, która zrywa z mitem socjologii wolnej od wartościowania, z dualizmem metodologicznym (pojęcie stworzone przez Gouldnera, oznaczające postulat wyraźnego rozgraniczenia podmiotu poznającego od świata społecznego) oraz z wąskim pojmowaniem socjologa jako roli zawodowej, a nie pełnego człowieka.

## Prace Gouldnera
- Patterns of Industrial Bureaucracy (1954)
- Enter Plato. Classical Greece and the Origins of Social Theory (1965)
- The Coming Crisis of Western Sociology (1970)
- For Sociology. Renewal and Critique in Sociology Today (1973)
- The Dialectic of Ideology and Technology. The Origins, Grammar, and Future of Ideology (1976)
- The Future of Intellectuals and the Rise of the New Class (1979)
- The Two Marxisms. Contradictions and Anomalies in the Development od Theory (1980)